# Virgen de Ger
La Virgen de Ger es una talla en madera románica que procede de la iglesia parroquial de Santa Coloma de Ger perteneciente a la comarca de la Baja Cerdaña y actualmente se encuentra expuesta en el Museo Nacional de Arte de Cataluña de Barcelona con el número de catálogo 65.503.

## Historia
La madera fue uno de los materiales más empleados para las figuras de devoción exentas en la época románica, al igual que cuando se utilizaban piedras, las maderas eran las propias del lugar y para las imágenes de las vírgenes se acostumbraban a emplear dos bloques, uno para la Virgen y otro para el niño, el trabajo se acababa normalmente con la aplicación de policromía para las destinadas a iglesias rurales y para grandes monasterios o comitentes se cubrían con metales preciosos y pedrería, dejando al descubierto sólo la madera policromada de los rostros y manos.
Esta imagen fue trasladada por orden, en su visita pastoral, del obispo desde la iglesia de Santa Coloma de la ciudad de Ger al Palacio Episcopal de Urgel el 7 de octubre de 1925. Al Museo Nacional de Arte de Cataluña ingresó en 1958 a través del legado de Santiago Jaume Espona i Brunet. Esta talla se referencia con una serie de imágenes que se desarrollaron en la comarca de la Cerdanya como las de Bastanist o Targassona.

## Análisis
Se trata de un grupo escultórico tallado en madera de álamo policromado, de la Virgen sedente con el niño en el regazo, el cual bendice con la mano derecha y sostiene con la izquierda un libro donde hay la inscripción EGO SUM (Yo soy), —esta inscripción se encuentra en obras coetáneas como el  Pantocrátor del ábside de Sant Climent de Taüll—. Forma parte de una tipología conocida con el nombre de Sedes sapientiae (Trono de la sabiduría), en referencia al trono de Salomón mencionado en el Antiguo Testamento y una de las invocaciones en las letanías lauretanas. Su realización está datada dentro del siglo XII, y según Noguera i Massa podría aproximarse al segundo tercio del mencionado siglo.

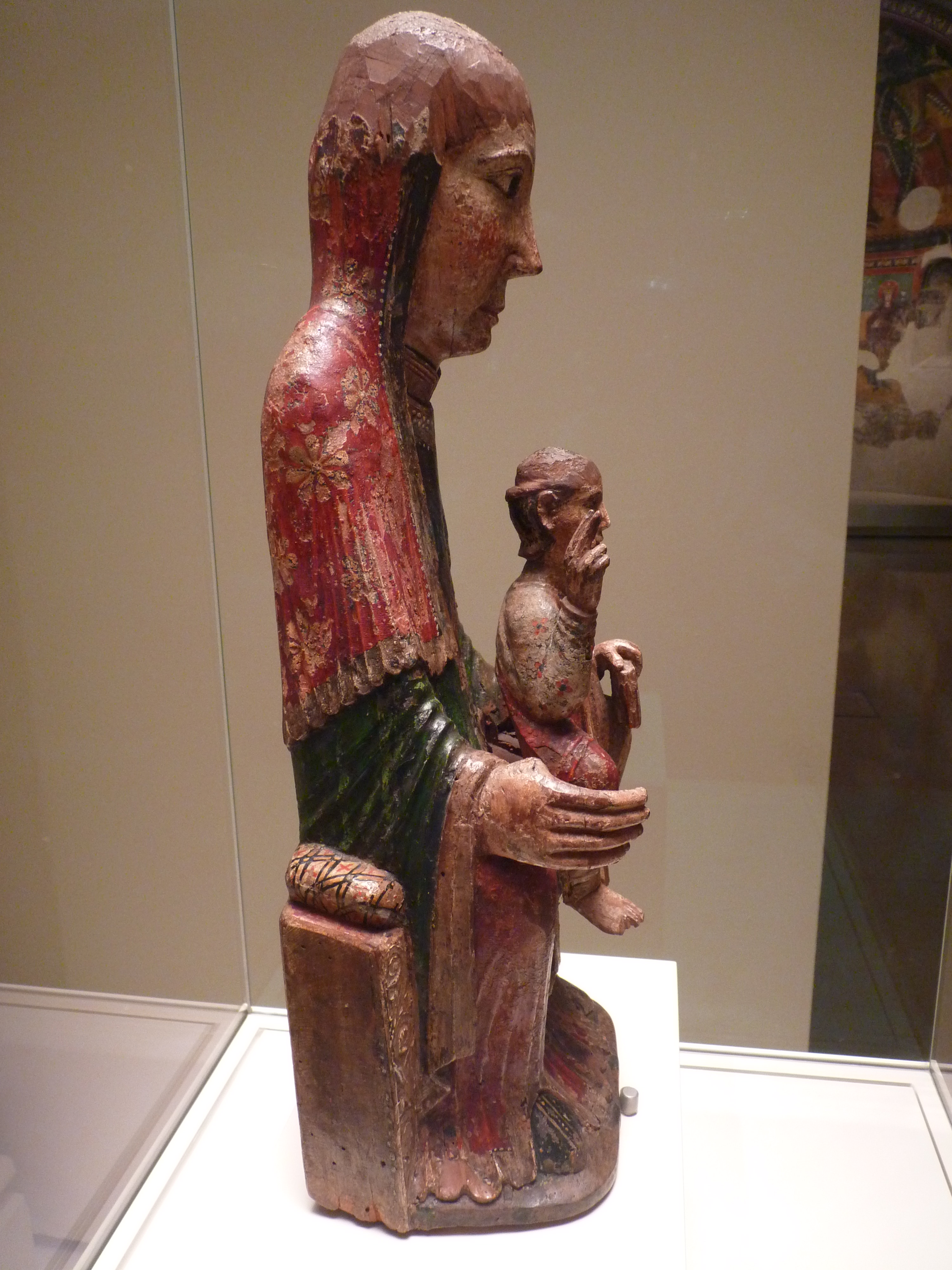
Virgen de Ger, vista lateral.

La imagen de la Virgen con la cara alargada y ojos en punta de almendra, se encuentra sentada sobre un trono bajo flanqueado por unos pilares y un cojín con decoración. Viste una túnica roja con pliegues ordenados simétricamente, por donde le salen en la parte inferior las puntas de los pies calzados. Tiene un velo rojo adornado con flores, que deja ver parte de sus cabellos, le cubre los hombros y llega hasta el nivel del codo, muestra rasgos de haber tenido una corona, seguramente posterior a su primitiva realización. —Las vírgenes románicas recibían, en generaciones posteriores, una corona metálica, así como también el niño Jesús otra más pequeña—. Las manos reposan sobre sus rodillas, abiertas en posición de protección de su hijo sin llegar a tocarlo, le faltan algunas partes de los dedos. El niño se encuentra sentado en medio de la falda de su madre, también ha perdido su corona, dejando al descubierto sus cabellos que le caen detrás de las orejas y va vestido con túnica clara de flores adornada con galón a la altura del cuello, lleva una toga roja sobre los hombros y tiene los pies descalzos, muestra la mano derecha en alto en actitud de bendecir y la izquierda sobre un libro.
Madre e hijo tienen unas líneas compositivas verticales y simétricas, muestran los rostros muy parecidos y tienen los ojos rasgados que parecen mirar fijamente a los espectadores. Eran imágenes para provocar devoción y respeto, que se conseguía con una posición solemne de frontalidad y hierática y también con la imagen del niño con los rasgos que parecen más de un adulto, distanciaban la humanidad y las posibles distracciones a la hora de la veneración por parte de los fieles.